# Maria Troncatti
Maria Troncatti, FMA (Corteno Golgi, 16 de fevereiro de 1883 – Sucúa, 25 de agosto de 1969), foi religiosa católica italiana professa das Filhas de Maria Auxiliadora. Troncatti era de uma família de agricultores e entrou em sua congregação em 1907; trabalhou como enfermeira durante a Primeira Guerra Mundial e tornou-se parte das missões no Equador de 1922 até sua morte em um acidente de avião em 1969.
Troncatti foi beatificada no Equador em 24 de novembro de 2012, depois que o Papa Bento XVI aprovou sua beatificação - o pontífice fez com que o cardeal Angelo Amato presidisse a celebração em seu nome. Foi feita Serva de Deus em 20 de outubro de 1986 sob o Papa João Paulo II e Venerável em 12 de novembro de 2008, tudo antes de sua beatificação. No dia 25 de novembro de 2024, o Papa Francisco confirmou que Troncatti será canonizada.

## Biografia
Maria Troncatti nasceu na Itália em 1883, filha de pais pobres agricultores.
Frequentou aulas de catecismo em sua paróquia local durante sua infância e, em obediência ao seu padre, decidiu esperar até a idade adulta antes de pedir para ser admitida nas Irmãs Salesianas.
Troncatti ingressou nas Irmãs Salesianas de Dom Bosco no dia 15 de outubro de 1905, depois de ter iniciado o período do noviciado e depois professou os votos em 17 de setembro de 1908 em Nizza Monferrato. Seu pai desmaiou quando ela partiu devido à dor da separação. Passou esse tempo em Varazze, na Ligúria. Troncatti sofreu uma infecção grave em 1909 e mais tarde contraiu febre tifóide; isso motivou a visita de Michele Rua, que a abençoou. Em 1915, foi aprovada num curso especial de enfermagem e usou essa educação durante a Primeira Guerra Mundial para cuidar de soldados feridos e doentes - também trabalhou para a Cruz Vermelha enquanto estava estacionada em Varazze.
Troncatti foi enviada às missões no Equador em 9 de novembro de 1922 para uma missão de evangelização para trabalhar entre a tribo Shuar na floresta amazônica; depois que se estabeleceu lá, os membros da tribo a apelidaram de "Mamacita". A caminho do Equador, ela e seus companheiros religiosos embarcaram em um trem para Marselha, na França, e passaram mais de duas semanas num barco para o Panamá; foi então para Guayaquil em dezembro e depois para o Equador. Seu primeiro encontro com ameaçou sua vida: a filha do chefe tribal foi ferida por uma bala atingida no fogo cruzado entre duas tribos em conflito, e foi ameaçada de morte se não pudesse salvar a menina; Troncatti operou e salvou a vida da menina, conquistando o respeito e a admiração dos nativos. Também serviu no Equador como catequista e enfermeira. Antes de completar 85 anos em 1968, escreveu uma carta para seus parentes em Bréscia e disse que - apesar de seus desejos de se reunir com ela - sua idade tornava a viagem difícil e não podia partir devido à sua missão.
Troncatti morreu em 25 de agosto de 1969 num acidente de avião no Equador. O pequeno avião caiu pouco após a decolagem na orla da floresta que ela apelidou de "pátria do coração". Duas outras religiosas estavam naquele avião e conseguiram sobreviver - as três estavam a caminho de Quito para um retiro espiritual anual.

## Beatificação
O processo de beatificação começou em Méndez sob o Papa João Paulo II, em 20 de outubro de 1986, depois que a Congregação para as Causas dos Santos declarou "nihil obstat" ('nada contra') à causa e intitulou Troncatti como um Serva de Deus. O processo diocesano foi inaugurado em 7 de setembro de 1986 e encerrado em 25 de outubro de 1987, enquanto em 25 de maio de 1990 a CCS validou o processo em Roma.
A CCS então recebeu o dossiê Positio da postulação em 1997 e o encaminhou aos seus teólogos consultores em 5 de maio de 2008 para sua aprovação, enquanto a própria CCS aprovou posteriormente o conteúdo do dossiê em 7 de outubro de 2008. Tudo culminou em 12 de novembro de 2008, quando sua virtude heróica foi confirmada em um movimento que permitiu ao Papa Bento XVI declarar Troncatti como Venerável.
O processo de investigação de um milagre atribuído a ela e necessário para beatificação foi iniciado em 21 de julho de 2008 e concluído em 12 de setembro do mesmo, enquanto que a CCS validou este processo em Roma em 13 de fevereiro de 2009. Um conselho médico votou a favor do milagre em 7 de abril de 2011, enquanto consultava teólogos também deu seu parecer favorável em 22 de outubro de 2011; a CCS emitiu sua aprovação em 21 de fevereiro de 2012 e a encaminhou a Bento XVI em 10 de maio seguinte para sua aprovação final. O milagre em questão veio do Equador em 2002 envolvendo a cura de Josefa Yolanda Solórzano Pisco.
Troncatti foi beatificada em 24 de novembro de 2012 no Equador, com o cardeal Angelo Amato presidindo a celebração em nome do papa.

## Canonização
Em 25 de novembro de 2024, o Papa Francisco recebeu em audiência o cardeal Marcello Semeraro, prefeito do Dicastério para as Causas dos Santos, onde aprovou o segundo milagre necessário para que Maria Troncatti fosse declarada santa.
Em consistório ordinário público de 13 de junho de 2025, o Papa Leão XIV decretou a data da canonização em 19 de outubro de 2025.
O postulador dessa causa foi o Pe. Pierluigi Cameroni, SDB.